# افراسیاب ختک
افراسیاب ختک (پشتو: افراسیاب خټک؛ زاده) یک سیاست‌مدار اهل پاکستان است.